# 李叔虎 (北魏)
李叔虎（458年—511年），《北史》因为李虎避讳改作李叔彪，渤海郡蓨县人，南北朝北魏官员、学者。
李叔虎喜好学问，见闻广博，太和年间被任命为中书博士，与崔光、邢峦结为好友，后转任议郎。长期担任太尉从事中郎，又任国子博士、渤海国中正，兼任乐陵郡中正。后来兼任散骑侍郎、太极都将。朝廷任命他为高阳郡太守，他坚决推辞未接受。不久后被授予显武将军，在高阳王元雍麾下担任谘议参军事，还曾任假节、行华州事。永平四年（511年），李叔虎去世，享年五十四岁，追赠冠军将军、南青州刺史，谥号穆。其子李述，字道兴，历任太常博士、尚书仪曹郎、建兴郡太守。